# Eloy Lares Martínez
Eloy Lares Martínez (Carúpano, 17 de abril de 1913-Caracas, 4 de febrero de 2002) fue un jurista venezolano.

## Biografía
Doctor en Derecho por la Universidad Central de Venezuela, en la que titular de la cátedra de Derecho Administrativo de la Facultad de Derecho hasta su jubilación (1947-1979). Para esa Cátedra preparó el Manual de Derecho Administrativo más conocido en el país. En esa misma universidad fue designado en 1941 adjunto de Seminario. En 1943 fue nombrado profesor interino de Economía Política de la Facultad de Derecho, cuando el titular de la cátedra, Arturo Uslar Pietri, fue designado Secretario de la Presidencia de la República. En 1944 fue designado profesor de Derecho Administrativo en la Facultad de Economía, y entre 1947 y 1957 dictó en esa facultad la materia Fundamentos de Derecho Privado.

## Vida política
Al ser creada la Universidad Santa María en 1953, Lares Martínez fue designado profesor hasta 1956, el primer año de Derecho Constitucional y los dos siguientes en Derecho Administrativo. En 1969 fue nombrado profesor de Derecho Administrativo en la Universidad Católica Andrés Bello, cuando el titular de la asignatura, el doctor Tomás Polanco Alcántara, fue designado Embajador de Venezuela en Chile.
En el mismo mundo académico, Lares Martínez fue el primer rector de la Universidad Simón Bolívar (1968-1969), llamada para entonces Universidad de Caracas. Fue elegido individuo de número de la Academia de Ciencias Políticas y Sociales en 1962 para el sillón número 31, al que se incorporó en 1967 con un discurso intitulado “El principio de legalidad aplicado a la Administración”. Fue presidente de esa Academia entre 1975 y 1976.
Lares Martínez ocupó relevantes cargos públicos en Venezuela: Diputado al Congreso Nacional por el Estado Sucre (1945), Gobernador del Estado Sucre (1958), Vocal de la Corte de Casación Civil, Mercantil y del Trabajo (1959-1964), Ministro del Trabajo (1964), Procurador General de la República (1966-1969), Consultor Jurídico del Consejo Supremo Electoral (1971-1984), Conjuez de la Sala Político-Administrativa de la Corte Suprema de Justicia (1979) y Director del Banco Central de Venezuela (1992-1994).